# Medalla Liakat
La Medalla Liakat (en turco: Liyakat Madalyasi) traducido como "Medalla al Mérito", fue una condecoración del Imperio otomano establecida en 1890. Podía ser concedida en dos clases, oro y plata. La medalla era una condecoración militar común al final del Imperio otomano, y a lo largo del final de la Primera Guerra Mundial. La medalla también podía ser concedida a civiles por mérito general a la sociedad. En 1905, las mujeres fueron permitidas recibir la medalla por obras caritativas, y otros méritos civiles. La medalla medía 25 mm de diámetro y provenía en clases de oro y plata. Era suspendida con una cinta roja con estrechas franjas verdes laterales. Durante la I Guerra Mundial se añadió un broche con espadas cruzadas a la cinta con la fecha AH 1333 (1915) inscrita.